# Кубок Північної Ірландії з футболу 2023—2024
Кубок Північної Ірландії з футболу 2023–2024 — 144-й розіграш кубкового футбольного турніру в Північній Ірландії. Титул здобув Кліфтонвілль.

## Календар
| Раунд           | Дата                         | Матчі | Клуби    |
| --------------- | ---------------------------- | ----- | -------- |
| Перший раунд    | 12 серпня 2023               | 41    | 129 → 88 |
| Другий раунд    | 16 вересня 2023              | 32    | 88→ 56   |
| Третій раунд    | 28 жовтня – 4 листопада 2023 | 16    | 56 → 40  |
| Четвертий раунд | 25 листопада 2023            | 8     | 40 → 32  |
| 1/16 фіналу     | 5–6 січня 2024               | 16    | 32 → 16  |
| 1/8 фіналу      | 2–3 лютого 2024              | 8     | 16 → 8   |
| 1/4 фіналу      | 1–3 березня 2024             | 4     | 8 → 4    |
| 1/2 фіналу      | 29–30 березня 2024           | 2     | 4 → 2    |
| Фінал           | 4 травня 2024                | 1     | 2 → 1    |

## 1/16 фіналу
| Команда 1                     | Рахунок      | Команда 2                  |
| ----------------------------- | ------------ | -------------------------- |
| 5 січня 2024                  |              |                            |
| Колрейн                       | 0:3 дч       | Кліфтонвілль               |
| 6 січня 2024                  |              |                            |
| Балліклер Комрадс (2)         | 5:2          | Стребейн Атлетік (4)       |
| Бангор (2)                    | 3:1          | Дергв'ю (2)                |
| Каррік Рейнджерс              | 1:1 пен. 4:5 | Портадаун (2)              |
| Крузейдерс                    | 1:1 пен. 6:7 | Ардс (2)                   |
| Данганнон Свіфтс              | 5:0          | Віллоубанк (4)             |
| Гленторан                     | 1:0          | Енней Юнайтед (2)          |
| Харленд-енд-Вульф Велдерс (2) | 1:4          | Ларн                       |
| Інститут (2)                  | 2:0 дч       | Крамлін Стар (4)           |
| Нокбреда (2)                  | 0:4          | Гленавон                   |
| Лінфілд                       | 4:2          | Ворренпойнт Таун (3)       |
| Лофголл                       | 3:0          | Роузмаунт Рекріейшн (4)    |
| Ньюінгтон Ют (2)              | 2:1          | Дандела (2)                |
| Ньюрі Сіті АФК                | 3:2          | Баллінамаллард Юнайтед (2) |
| Оксфорд Саннісайд (4)         | 2:3 дч       | Баллімакеш Рейнджерс (3)   |
| Квінз Юніверсіті (3)          | 0:4          | Балліміна Юнайтед          |

## 1/8 фіналу
| Команда 1                | Рахунок | Команда 2             |
| ------------------------ | ------- | --------------------- |
| 2 лютого 2024            |         |                       |
| Баллімакеш Рейнджерс (3) | 1:6     | Гленторан             |
| 3 лютого 2024            |         |                       |
| Портадаун (2)            | 2:1     | Бангор (2)            |
| Данганнон Свіфтс         | 2:3     | Балліклер Комрадс (2) |
| Інститут (2)             | 1:0     | Ардс (2)              |
| Ларн                     | 5:0     | Гленавон              |
| Лінфілд                  | 2:0     | Балліміна Юнайтед     |
| Кліфтонвілль             | 4:0     | Лофголл               |
| Ньюрі Сіті АФК           | 1:2     | Ньюінгтон Ют (2)      |

## 1/4 фіналу
| Команда 1      | Рахунок | Команда 2             |
| -------------- | ------- | --------------------- |
| 1 березня 2024 |         |                       |
| Портадаун (2)  | 0:2     | Кліфтонвілль          |
| 2 березня 2024 |         |                       |
| Гленторан      | 2:0     | Балліклер Комрадс (2) |
| Ларн           | 4:1     | Ньюінгтон Ют (2)      |
| 3 березня 2024 |         |                       |
| Інститут (2)   | 1:3     | Лінфілд               |

## 1/2 фіналу
| Команда 1       | Рахунок | Команда 2 |
| --------------- | ------- | --------- |
| 29 березня 2024 |         |           |
| Гленторан       | 1:3     | Лінфілд   |
| 30 березня 2024 |         |           |
| Кліфтонвілль    | 2:0     | Ларн      |

## Фінал
| 4 травня 2024 16:30 (14:30 BST) |

| Кліфтонвілль                             | 3:1 дч | Лінфілд     |
| ---------------------------------------- | ------ | ----------- |
| - Сем Ешфорд 52' - Ронан Гейл 91' 120+5' |        | - МакГі 14' |

| Віндзор Парк, Белфаст Арбітр: Джеймі Робінсон |